# SK텔레콤
SK텔레콤(한국어: 에스케이텔레콤, 영어: SK Telecom)은 대한민국의 이동통신 서비스 업체로, 본사는 서울특별시 중구 을지로 65 (을지로2가)에 있다.

## 역사
1984년 3월 29일 한국이동통신서비스로 설립되었다. 1988년 5월 사명을 한국이동통신서비스에서 한국이동통신으로 변경하였으며, 1994년 공개 입찰을 거쳐 선경그룹에 인수되어 민영화되었다. 1997년 3월 사명을 한국이동통신에서 SK텔레콤으로 변경하여 이동통신 서비스를 제공하고 있다.
1999년 20대 전용 이동통신 자사 브랜드인 'TTL'을 출시하였으며, 2000년은 베트남 CDMA 이동전화 사업에 진출하였다. 2004년 위성DMB용 위성을 일본 MBCo와 공동으로 쏘아 올렸으며, 계열사인 TU미디어를 통하여 이동전화용 위성DMB 방송을 제공하였으나 이용률 부진과 단말기 부족으로 인하여 2012년에 서비스를 종료하였다. 2006년은 미국의 EarthLink사와 'Helio(힐리오)'라는 회사를 설립하여 미국 내의 MVNO 사업을 진행하였으나 2008년 6월 힐리오를 버진모바일에 매각하였다.
SK텔레콤은 2.1GHz대역 60MHz폭에서 3G(HSPA+), 800MHz대역 20MHz폭(전국망), 1.8GHz대역 35MHz폭(보조망) 등에서 LTE와 광대역LTE-A로 서비스하고 있다. SK텔레콤은 2010년에 HSPA+를 지원하기 위해 2.1GHz대역 20MHz폭을 추가로 배정받았으며, 2011년 8월 29일에 1.8GHz대역 35MHz폭을 추가로 배정받아 2012년 7월 1일 세계 최초로 멀티캐리어를 지원하였다.
또한, 1996년 국내에서 최초로 상용화된 2G CDMA 서비스를 2020년 7월 27일에 최종적으로 종료하였다. 이는, 시스템 노후화로 인해 통신망 장애 문제가 우려되고 핵심부품의 단종으로 인한 유지보수의 불가로 정상적인 서비스를 계속적으로 유지하기가 곤란하다는 전제 조건으로 2G CDMA 서비스 종료를 단행한 것이다.
4G LTE 상용화
2011년 7월 1일부터 3.9세대 통신인 LTE 서비스를 시작하였으며, 2012년 4월에 LTE 전국망 84개시로 커버리지를 확장하였으며, 전국의 모든 시, KTX, 고속도로, 도서, 산간지역 등에서 LTE서비스를 시작하였다. 2012년 8월 9일은 LTE망을 이용하여 통화하는 기술인 VoLTE를 상용화하였다. (LG유플러스도 같은 날에 VoLTE 상용화 발표했다.)
2013년 6월 25일에는 기존 LTE서비스에서 한 단계 진화된 LTE-A를 세계 최초로 상용화하였다. 그리고 2013년 7월 세계통신사업협회에서는 SK텔레콤을 세계 최초로 LTE-A를 상용화한 통신회사로 공인했다. 2013년 7월 기준으로 LTE-A 가입자수는 15만명을 돌파하게 되었다.
2014년 1월 20일 SK텔레콤은 주파수집성기술(Carrier Aggregation)을 적용하여 서로 다른 3개의 주파수를 묶는 ‘3밴드 LTE-A’ 기술 개발에 성공했으며, 이 기술을 활용하여 LTE-A를 선보인지 1년만에 3배속도인 225Mbps 속도를 MWC 2014에서 세계 최초로 시연하였다. 상해 MAE 2014에서는 글로벌 네트워크 장비업체인 노키아와 함께 이종 LTE 묶음기술(FDD-TDD LTE CA)를 적용하여 이전까지의 속도한계를 뛰어넘는 데이터 전송속도 3.8Gbps를 세계최초로 시연하는데 성공했다.
2014년 6월 19일 LTE보다 3배 빠른 ‘광대역LTE-A’ 서비스를 전세계 최초로 상용화(스마트폰 출시까지 포함해서)하였으며, 7월 1일부터 전국망 수준의 넓은 지역에서 광대역LTE-A 서비스를 제공중이다.
2014년 5월 6일부터 기존 3G대역인 2.1GHz대역 중 일부인 총 20MHz대역으로 LTE로 전환하여 LTE 밴드1으로 구축을 시작하였다. 이는 지난 1월 세계최초 기술개발에 성공한 3밴드 LTE-A서비스의 기반이 되는 네트워크로 기존의 LTE보다 4배빠른 최대 300Mbps의 전송속도를 제공예정이며, 단말이 출시되기 전까지 3개의 주파수에 이용자를 분산해 체감속도를 개선하는 3밴드 멀티캐리어를 통해 LTE 서비스를 제공한다.
SK텔레콤의 전화번호는 114이다.

## 서비스
- T(통신사)
- T world
- T+B
- T login
- T point
- T roaming
- T store
- T Ring
- Moblie T World
- TTL
- 팅(Ting)
- T Membership(Leaders Club, 그녀들의 T)
- 네이트(NATE)
- T map
- 웹서핑(WIPI, WM, 안드로이드 전용 웹 브라우저)
- 모바일 싸이월드
- 컬러링 / 레터링 (음성 및 영상)
- 이미지콜 (발신자 이미지 표시)
- T Tourplus
- 사물 인터넷 로라
- NUGU
- ZEM

|  |

## 수상 경력
- 2018년 2월: GSMA Global Mobile Awards, Best Mobile Innovation for Enterprise 부문 수상
- 2017년 11월: 제 18회 전파방송 기술대상 대통령상 수상
- 2014년 6월: Small Cell Industry Award 혁신적인 상용화 기술 부문 (3년 연속)
- 2014년 5월: Telecom Asia Award, Best Mobile Carrier(최우수 이동통신사업자상) (3년 연속)
- 2014년 2월: MWC 2014 Global Mobile Awards 최고 LTE 공헌상, 모바일 기술 대상
- 2013년 6월: Global Research 기관 Informa 주관 LTE Award, 최고 LTE 발전상
- 2013년 5월: GTB(Global Telecom Business) Innovation Awards 무선 네트워크 혁신상
- 2013년 4월: Telecom Asia Award, Best Mobile Carrier(최우수 이동통신사업자상)
- 2013년 2월: MWC 2013 Global Mobile Awards 최고 LTE 공헌상
- 2012년 4월: Telecom Asia Award, Best Mobile Carrier(최우수 이동통신사업자상)

## 지배구조
이사회는 사내이사 3인과 사외이사 5인으로 구성된다. 사내이사는 최재원, 하성민, 서진우, 사외이사는 심달섭, 엄낙용, 임현진, 정재영, 조재호이다. (2011년 3월 현재) 2008년 이사회 내 위원회로서 기업시민위원회를 신설하였다. 이것은 기존의 윤리위원회를 개편한 것이다.

## 논란

### 인터넷 댓글 아르바이트 논란
2009년 12월 초, 한 구인광고 사이트에 SK텔레콤 단기 아르바이트 공고가 게재되었다. 해당 공고에는 "주요 스마트폰 카페 및 블로그 대상 T옴니아 2에 대한 잘못된 정보에 대해 댓글을 통해 정보 전달 및 신규 업데이트"라고 명기되어 있었다. 채용공고 페이지가 삭제된 후에도 해당 캡처 장면은 온라인 카페를 통해 퍼져 논란이 되었다.. 이에 대해 SK텔레콤은 댓글 알바가 아니라 온라인 카페 등을 모니터링해 본사에 전달하는 역할을 하는 아르바이트생을 구한다는 내용을 아웃소싱 업체가 잘못 이해해 벌어진 일이라고 해명하고, 온라인상에서 문제가 되어 해당 모집 공고를 삭제했다고 밝혔지만, 한 스마트폰 전문 사이트 회원들은 몇몇 기업체들이 댓글 알바를 쓴다는 의혹을 제기하였고, SK텔레콤의 댓글 아르바이트 논란에 대해서도 "원래부터 있던 아르바이트 모집이 뒤늦게 수면 위로 떠오른 것 뿐"이라는 반응을 보였다.

### 통합메시지함과 통합 UI
SK텔레콤용으로 생산/판매되는 피처폰에는 제조사가 개발한 메시징 애플리케이션이 아닌 SK텔레콤에서 독자 개발한 통합메시지함이 탑재가 된다. 모든 SK텔레콤용 휴대폰에 일관된 디자인의 메시징 인터페이스를 탑재하여 휴대폰 제조사 고유의 인터페이스를 무시하고, VM 기반으로 개발되어 메시지 작성 시에 메모리 부족으로 딜레이가 생기는 점 때문에 소비자들로부터 많은 불만이 제기되는 등 논란의 소지가 많았다.
더불어, 메시지 예약 전송 기능의 부재, 메시지 작성 시 글꼴 호환 불가 등 기존 제조사 인터페이스에 존재하던 기능들이 대개 삭제되었거나, 인터넷 접속 방식으로 바뀌었다. 팬택의 스카이 기종에서는 SKY 한글 I의 설정이 불가하며, LG전자의 싸이언 기종에서는 ez한글의 충돌 방지 기능이 동작하지 않는 등 제조사 입력 시스템과의 호환성 문제로, 많은 불편이 있다.
또한, 단순히 통합메시지함에 머무르지 않고 일부 SK텔레콤용 휴대폰에 SK텔레콤 고유의 통합 UI를 탑재하여 휴대폰 제조사의 권리를 침해한다는 논란을 일으키기도 했다. 현재는 이 통합 UI가 대부분의 SK텔레콤용 휴대폰에 탑재되고 있으며, 주로 자사의 인터넷 서비스 위주로 구성되어 있다. SK텔레콤 측은 이러한 논란에 대해 "제조사 인터페이스에 대한 자사 가입자들의 불편이 크기 때문에 통합 UI를 탑재하고 있다"고 이유를 밝히고 있다. 다만 2010년부터 출시된 안드로이드 폰은 통합UI가 탑재되지 않았다.
 2014년부터는 SK텔레콤용으로 나온 스마트폰에 자사의 전화 어플리케이션인 'T전화'를 탑재하고 있다. 하지만, 피처폰 시절의 통합메시지함과 통합UI와는 달리 T전화만 의무적으로 사용하는 것이 아니라 스마트폰 제조사 고유의 전화 어플리케이션도 사용 가능하다.

### 멜론 플레이어의 빈약한 음악 기능
SK텔레콤용 휴대전화에는 과거 CDMA2000 1x 휴대전화에 내장되었던 VM 기반의 음악 플레이어를 개선한 '멜론 플레이어'가 탑재된다. 본래 이 음악 플레이어는 EV-DO를 지원하지 않는 CDMA 단말기에서 MOD 다운로드를 위해 개발되었으나, 2006년경 T-PAK을 시작으로 SKT 통합 UI 정책이 활성화되면서 자사의 인터넷 서비스 연동성을 확대한 UI로 변모하였으며, 통합 UI의 일환으로 반 강제적으로 탑재하고 있으나 최근에는 일부 제조사 단말기에 탑재하지 않는다.
멜론 플레이어는 동시에 논란이 되고 있는 통합메시지함과 더불어 VM 기반으로 설계되어 애플리케이션의 퍼포먼스가 좋지 못하며, 타 통신사에서 출시하는 휴대전화에 비해 이퀄라이저(음향환경) 설정 기능이 빈약하다는 평을 듣고 있다. 실제로 대다수의 SK텔레콤용 휴대전화가 이퀄라이저를 지원하지 않으며, 심지어 별도의 음장 효과가 탑재된 몇몇 고가형 휴대전화에도 이퀄라이저 설정 기능이 제거되어 있다.
또한, PC에서 휴대폰으로의 음악 파일 전송 방식에 대해서도 많은 논란이 있는데, SK텔레콤용 휴대폰은 자사의 멜론 프로그램을 거쳐야 휴대폰으로 음악을 정상적으로 재생할 수 있어 소비자 선택권을 침해하고 있다는 주장도 있다.

### 지상파DMB 녹화시간 제한 논란
SK텔레콤용 피처폰은 지상파DMB 시청중 휴대폰 메모리 잔여량에 상관 없이 1분에 한하여 녹화가 가능하다. 타 통신사와 스마트폰은 이에 대한 제약이 없으며, 메모리 한도 내에서 자유롭게 녹화가 가능하다. SK텔레콤 측은 이러한 조치 역시 방송사의 저작권 보호를 이유로 들고 있으나 정작 자사 위성DMB 서비스인 TU는 이러한 제한이 없다.

### 스펙다운(기능 삭제) 논란
삼성과 LG가 출시하는 휴대폰들은 해외에서 발매되는 제품들과 달리 대한민국에서는 일부 기능들이 삭제되어 발매된다는 비판을 받아왔다. 대표적으로 Wi-Fi(와이파이) 기능을 들 수 있는데, 이러한 확장성이 높은 기능들을 삭제하는 이유로 이동통신사들이 무선인터넷을 통한 이익을 극대화 하기 위해 제한한 것이라는 비판이 제기되었다. 이러한 소비자들의 욕구를 제한한 정책들 때문에 아이폰이 이러한 기능들을 삭제하지 않고 탑재, 더 큰 인기를 끌게 되는 것이라는 분석이 제기되기도 하였다. 스마트폰 출시 이후에는 일반폰에도 와이파이가 탑재되는 등 스펙 다운(기능 삭제) 문제가 줄어들었다.

### 평창올림픽 KT중계망 훼손
SK텔레콤이 2018년 동계 올림픽에 쓰기 위해 올림픽 주관통신사인 KT가 설치해 둔 통신시설을 무단으로 훼손하고 자사의 광케이블 총 6km를 설치한 사실이 밝혀졌다. SK텔레콤은 국제 올림픽 위원회와 협의를 거쳤다고 주장했으나 국제 올림픽 위원회측은 SK텔레콤과 협의 없었다며 부인했다. 또, 훼손 사실을 알게 된 국제 올림픽 위원회는 SK텔레콤에 철거를 요구했으나 계속 미뤄왔다고 국제 올림픽 위원회는 밝혔다. 한편 SK텔레콤은 2017년 12월 4일 오후에 철거를 하였고 원상복구되었다.

### 광고
- 상품화

16년 2월 17일, <동아일보> "밧줄 설현 둘러싼 논란"에서 광고를 본 시민들 반응중 남자는 "사랑스러워 떼어가고 싶다 (52.8%)" 여성은 "선정적인 성 상상품화로 불쾌하다(44.1%)"였다. 2015년 10월, 빅데이터 콘텐츠 서비스 플랫폼 "셀럽타이드"는 "무보정 몸매 설현은 SKT "신의 한수?"라는 제목으로 빅데이터를 검증하였다. 15년 9월 SKT가 설현 브로마이드 6만장 배포, 방송과 보도를 통한 광고가 더하면서 빅데이터 언급량과 인지도가 급상승하였다. 특히 SKT 대리점에서 설현 홍보 판넬이 도난당하면서 정점을 찍었다.

### 에이닷 통화누락
자사 AI 앱 에이닷 이용 촉진을 위하여 통화요약 기능을 T전화가 아닌 에이닷에 탑재하는 무리수를 두었으나 수신통화가 자주 누락되는 등의 심각한 문제가 발생하여 이동통신 서비스로서의 본질적인 기능을 수행하지 못하고 있다는 비판이 일고 있다.

### SK텔레콤 유심 정보 유출
2025년 4월 19일 오후 11시 40분쯤 해커의 악성코드로 인해 유심 관련 일부 정보가 유출되었다고 SK텔레콤이 밝혔다. 해킹된 장비는 LTE(4G) 및 5G 고객들이 휴대전화로 SKT의 음성 통화 서비스를 이용할 때 SKT의 휴대전화가 맞는지 확인하는 서버인 것으로 전했다. 이로 인해 국제 이동국 식별 번호(IMSI), 단말기 고유식별번호(IMEI), 유심 인증키가 유출되었다. 국제 이동국 식별 번호(IMSI)이 유출되면 통신 신호를 도청하거나 스푸핑 등이 가능해지고, 단말기 고유식별번호(IMEI)가 유출되면 문자 및 통화 위장, 보이스피싱, 스미싱 표적 설정이 된다. 가장 중요한 '유심 인증키'가 유출되면 유심을 복제하는 것(심 클리닝)이 가능하여 타인이 유심 인증키가 유출된 사람의 명의로 대출을 하거나 그 사람의 계좌에서 돈을 가져가는 등의 금전적 피해가 발생하게 된다.

#### 대처
이 사건을 담당하는 과학기술정보통신부는 한국인터넷진흥원(KISA)과 비상대책반을 구성하고, 22일 오후 서울 중구에 위치한 SK텔레콤 본사에서 현장 조사를 진행했다. 2025년 4월 25일 고객들에게 유심 무상 교체를 실시하기로 결정했다. 일부 금융사들은 SKT인증을 중단하였다. 해당 사건과 관련하여 eSIM을 포함한 유심 교체는 4월 28일 오전 10시부터 시작된다. SKT 통신망을 이용하는 알뜰폰 고객의 유심도 무상 교체한다.

## 스포츠단
- 서울 SK 나이츠: SK텔레콤이 모기업인 서울특별시 연고의 프로농구단
- T1: SK텔레콤이 창단한 종합 프로게임단

## 스폰서
- T 익스프레스
- 생각대로T SF 프로리그 2009~2011
- 생각대로T SF2 프로리그 시즌1 2011
- 4G LTE SF2 프로리그 시즌2 2012
- SK텔레콤 스타크래프트 II 프로리그 2014
- SK텔레콤 LTE-A LoL 마스터즈 2014
- 2020 SKT 5G JUMP 카트라이더리그

## 하나카드의 지분제휴
2009년 12월 14일 SK텔레콤 이사회에서 하나카드의 지분 49%(57,647,058주)를 신주인수 방식으로 4,000억 원에 매수하기로 의결하였다. 이에 따라 SK텔레콤은 하나금융그룹에 이어 하나카드의 2대 주주가 되었다. 그러나 2014년 8월 11일 지분의 15%를 매각하였다. 거기에 하나금융그룹은 외환카드를 인수 합병하여 2014년 12월 1일에 통합 하나카드를 출범시켰다.

## SK텔레콤 관계 계열사
- SK브로드밴드 (유선 통신 서비스 분야)

## 같이 보기
- KT
- LG유플러스
- 헬로모바일
- 현대생활백서
- 스노우맨
- 하나에스케이카드
- ZEM
- 에이닷